# Ökern
Ökern är en sjö i Sunne kommun i Värmland och ingår i Göta älvs huvudavrinningsområde. Sjöns area är 0,035 kvadratkilometer och den befinner sig 206 meter över havet.